# Christel Deichmann
Christel Deichmann, geb. Kruse, (* 29. August 1941 in Holthusen) war vom 10. November 1994 bis 17. Oktober 2002 (zwei Wahlperioden) Mitglied des Deutschen Bundestages. Sie wurde über die Landesliste der Sozialdemokratischen Partei Deutschlands (SPD) in Mecklenburg-Vorpommern und 1998 als Direktkandidatin des Wahlkreises Güstrow – Sternberg – Lübz – Parchim – Ludwigslust gewählt.
In den Jahren 1999 bis 2011 war Deichmann Bürgermeisterin ihres Geburtsortes Holthusen.